# Лоретто (Небраска)
Лоретто (англ. Loretto) — переписна місцевість (CDP) в США, в окрузі Бун штату Небраска. Населення — 50 осіб (2020).

## Географія
Лоретто розташоване за координатами 41°45′48″ пн. ш. 98°4′54″ зх. д. / 41.76333° пн. ш. 98.08167° зх. д. (41.763444, -98.081721).  За даними Бюро перепису населення США в 2010 році переписна місцевість мала площу 0,73 км², уся площа — суходіл.

## Демографія
Згідно з переписом 2010 року, у переписній місцевості мешкали 42 особи в 18 домогосподарствах у складі 11 родини. Густота населення становила 58 осіб/км².  Було 23 помешкання (32/км²).
Расовий склад населення:
| - 100,0 % — білих |

До двох чи більше рас належало 0,0 %. Частка іспаномовних становила 0,0 % від усіх жителів.
За віковим діапазоном населення розподілялося таким чином: 28,6 % — особи молодші 18 років, 54,7 % — особи у віці 18—64 років, 16,7 % — особи у віці 65 років та старші. Медіана віку мешканця становила 37,0 року. На 100 осіб жіночої статі у переписній місцевості припадало 90,9 чоловіків;  на 100 жінок у віці від 18 років та старших — 114,3 чоловіків також старших 18 років.
Цивільне працевлаштоване населення становило 44 особи. Основні галузі зайнятості: освіта, охорона здоров'я та соціальна допомога — 52,3 %, виробництво — 31,8 %, сільське господарство, лісництво, риболовля — 15,9 %.